# Arthur Owens
Arthur Owens ps. Snow, Johnny O’Brien (ur. 1899, zm. 1957) – brytyjski inżynier, podwójny agent, walijski nacjonalista.
Owens urodził się w Pontardawe w południowej Walii w 1899 roku, z wykształcenia był inżynierem elektrotechnikiem. W młodości na 13 lat wyjechał do Kanady, po czym wrócił do Wielkiej Brytanii, gdzie założył przedsiębiorstwo produkujące akumulatory do statków, co pozwoliło mu nawiązać kontakty z Royal Navy i Kriegsmarine. W 1936 roku został zwerbowany przez brytyjskie MI6 i miał za zadanie prowadzić rozpoznanie w niemieckich stoczniach, ale brytyjski wywiad zrezygnował wkrótce potem ze współpracy, a Owens zaproponował ją niemieckiej Abwehrze. Z wywiadem niemieckim współpracował pod pseudonimem Johnny O’Brien. Prawdopodobnie powodem współpracy z wrogim wywiadem były pieniądze oraz kobiety, które zostały mu zaoferowane przez prowadzącego go oficera.
Już w 1936 roku ujawnił brytyjskiemu wywiadowi fakt współpracy z Niemcami, a w 1938 zaoferował Brytyjczykom współpracę jako podwójny agent. MI6 odrzuciło jednak propozycję, Owens został zaś osadzony w więzieniu Wandsworth, skąd wkrótce go zwolniono, gdy brytyjskie władze zmieniły zdanie co do przydatności szpiega. Współpracował z wywiadem brytyjskim pod pseudonimem Snow. Dzięki Owensowi brytyjski wywiad uzyskał możliwość dostępu do niemieckich agentów na swoim terytorium i wyłapania ich lub przewerbowania w ramach operacji Double-Cross System nadzorowanej przez Komitet XX.
Przez cały okres współpracy wywiad brytyjski utrzymywał Owensa pod obserwacją, jego przełożeni nie byli pewni jego lojalności. W 1941 roku uznano, że nie można mu dłużej ufać i wysłano do więzienia Dartmoor, gdzie przebywał do końca wojny, przekazując informacje na temat niemieckich współwięźniów. Ostatni okres życia spędził w hrabstwie Dublin, angażując się w działalność partii Sinn Féin.
Ojciec aktorki Patricii Owens.
Zmarł w 1957 roku.